# Erich von Tschermak-Seysenegg
Erich von Tschermak-Seysenegg (pronunciació alemanya: [ˈeːɐ̯ʀɪç fɔn ˈʧɛʁmak ˈzaɪ̯zəˌnɛk] ( escolteu-ho)) fou un agrònom Austríac. Von Tschermak és un de tres homes, juntament amb Hugo De Vries i Carl Correns, que de forma simultània redescobriren el treball de Gregor Mendel sobre hibridació de pesoleres (Versuche über Plflanzenhybriden) on exposa els fonaments de la transmissió de caràcters heretables. Von Tschermak publicà els seus descobriments el gener de 1900.

## Biografia
Era fill del mineralogista nascut a Moràvia Gustav Tschermak Von Seysenegg. Curiosament Tschermak era net matern del professor de botànica de Mendel durant la seva estada d'estudiant a la Universitat de Viena, Eduard Fenzl.
Després de completar els estudis d'agricultura el 1891, i biologia, primer a la Universitat de Viena i finalitzant-los a la universitat de la Universitat de Halle (1895). Tschermak inicia estudis de doctorat aprofitant-ho per visitar diverses estacions d'hibridació vegetal a Alemanya (1896-1898). El 1898 viatjà a París i Gant per fer una estada al jardí botànic de Gant i seguir els seus estudis d'agronomia. Allà llegeix l'obra de Charles Darwin (The cross and self pollination in the kingdom of plants) i realitza els primers creuaments en Pisum sativum. Un cop completada aquesta primera fase experimental viatja a Amsterdam on es troba amb Hugo de Vries a qui no menciona els seus treballs d'hibridació en Pisum. Gràcies a aquesta visita descobreix part dels resultats dels treballs sobre les mutacions que de Vries havia obtingut en Oenothera lamarckiana.
L'any següent (1899) Tschermak realitza el creuament dels pèsols híbrids entre ells i amb la generació parental. Precisament tria dos dels caràcters estudiats per Mendel el color dels cotiledons (grocs i verds) i la superfície dels cotiledons (llisos i rugosos). Els resultats obtinguts són els mateixos que Mendel exposà el 1865. El gener de 1900 es publica el treball on confirma les seves observacions amb les que realitzà Mendel 35 anys abans.
Al contrari que Correns i de Vries, amb un perfil més acadèmic, Tschermak dedicà la seva feina posterior a l'aplicació dels treballs d'hibridació a l'horticultura i la millora de cultivars.

## Obres seleccionades
- Über künstliche Kreuzung, 1900
- Die Theorie der Kryptomerie und des Kryptohybridismus, 1903
- Samenbildung ohne Befruchtung, 1949.